# Margareta Andrén
Elsa Margareta Andrén, född Johansson 8 januari 1933 i Björkviks församling i Södermanlands län, död 2 december 2022 i Oscars distrikt i Stockholm, var en svensk kurator och politiker (folkpartist).
Margareta Andrén avlade socionomexamen i Stockholm 1957 och var därefter kurator och förste kurator vid Beckomberga sjukhus 1957–1969 och chefskurator i västra Storstockholm 1970–1983. Från 1994 var hon projektledare och flyktingkonsulent vid en flyktingmottagning i Spånga. Hon var ledamot i Stockholms stadsfullmäktige 1966–1976 och hade även framträdande uppdrag i nykterhetsrörelsen, bland annat som vice ordförande i Sveriges Blåbandsförbund 1979–1987.[källa behövs]
Hon var riksdagsledamot för Stockholms kommuns valkrets i flera omgångar: som statsrådsersättare 1976, 1977–1978 och 1978–1982, ordinarie ledamot 1985–1988 och därefter ersättare hösten 1988. I riksdagen var hon bland annat ledamot i socialförsäkringsutskottet 1979–1982. Hon var främst engagerad i socialpolitik, särskilt narkotikafrågor.